# Штиле, Густав фон
Густав фон Штиле (нем. Gustav von Stiehle; 14 августа 1823, Эрфурт — 15 ноября 1899, Берлин) — прусский генерал, участник франко-прусской войны.

## Биография
Родился 14 августа 1823 года в Эрфурте. Образование получил в Эрфуртской средней школе и в 1841 году вступил на военную службу в 21-й пехотный полк, в 1841 году произведён в первый офицерский чин.
В 1844—1848 годах Штиле прошёл курс наук в Берлинской военной академии. В 1848 году участвовал в подавлении волнений в Познани. С 1852 по 1855 год занимался топографическими съёмками. В 1859 году произведён в майоры, причём годом ранее был назначен командиром роты в 7-м пехотном полку. В 1860 году Штиле был назначен директором Потсдамской военной школы и возглавил военно-исторический отдел в прусском Генеральном штабе.
В 1864 году Штиле был назначен начальником штаба корпуса фельдмаршала Врангеля и принимал участие в датско-прусской войне. В кампании 1866 года против Австрии он также принимал участие и находился в группе переговорщиков о заключении мира.
Во время франко-прусской войны генерал-лейтенант Штиле был начальником штаба 2-й армии и сражался под Мецем; за это он был награждён орденом Pour le Mérite. 27 декабря 1870 года российский император Александр II пожаловал Штиле орден св. Георгия 4-й степени
В воздаяние отличной храбрости и военных подвигов, оказанных во время военных действий во Франции.
С 1886 по 1889 год Штиле был начальником инженерных войск и генерал-инспектором крепостей, после чего вышел в отставку.
Скончался 15 ноября 1899 года в Берлине.
Один из фортов в Пиллау был назван в его честь.

## Награды
- Орден Святого Георгия 4-й степени (8 ноября 1870, Российская империя)
- Орден Филиппа Великодушного большой крест с мечами (26 декабря 1870, великое герцогство Гессен)
- Орден Альбрехта большой крест (6 января 1872, королевство Саксония)
- Орден Меча большой командорский крест (5 декабря 1872, королевство Швеция)
- Орден Железной короны 1-го класса (5 декабря 1872, Австро-Венгрия)
- Королевский орден Дома Гогенцоллернов большой командорский крест (13 сентября 1882, королевство Пруссия)
- Орден Красного орла большой крест с дубовыми листьями и мечами на кольце (23 января 1887)